# Gigolo (film 1926)
Gigolo è un film muto del 1926 diretto da William K. Howard che aveva come interpreti Rod La Rocque, Louise Dresser, Jobyna Ralston, Cyril Chadwick, George Nichols. Di genere drammatico, fu prodotto da William C. de Mille. Adattata da Garrett Fort e Marion Orth, la sceneggiatura si basa sull'omonimo romanzo di Edna Ferber, pubblicato a New York nel 1922.

## Trama

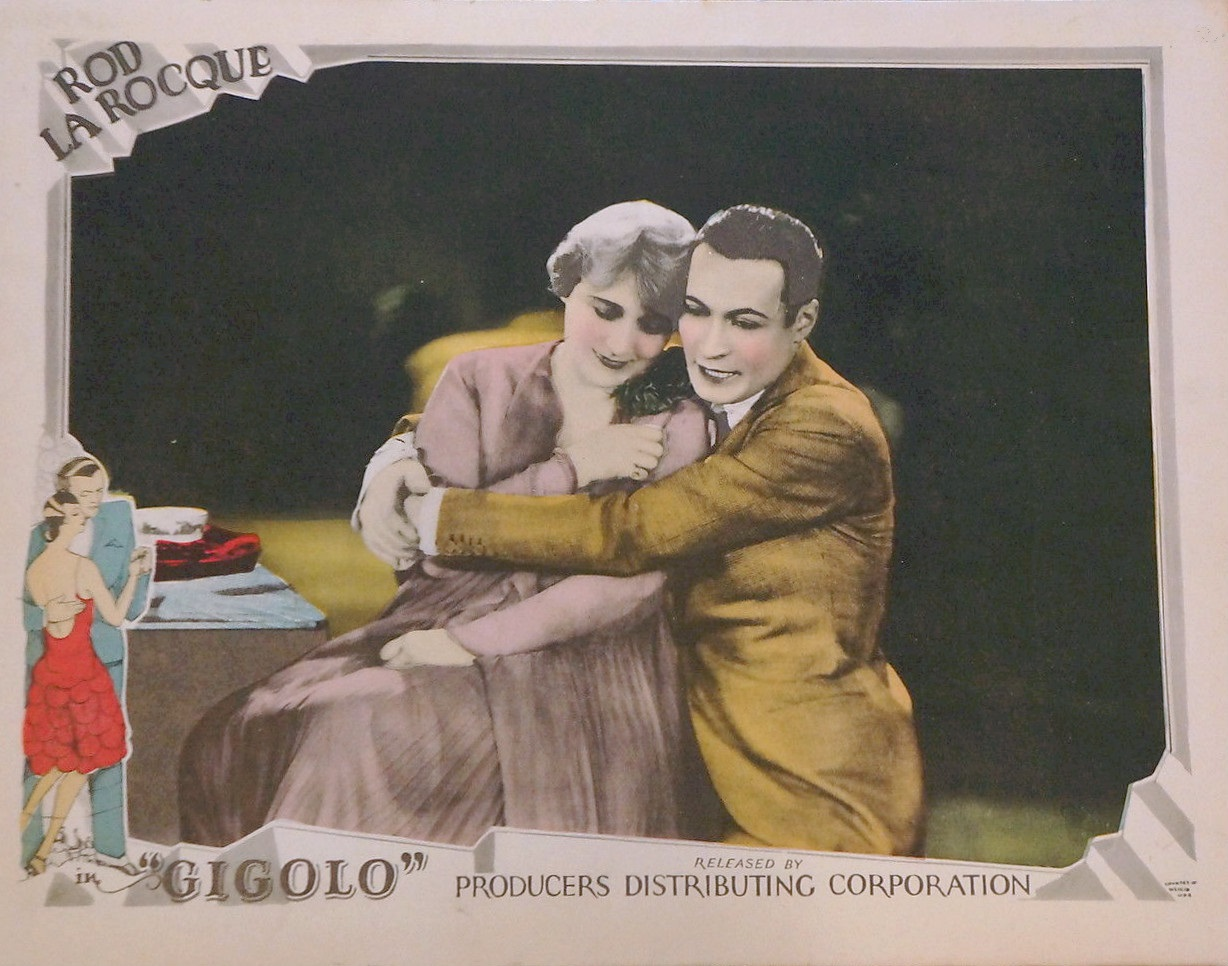
Louise Dresser e Rod La Rocque

Ritornato dall'Europa con la madre, Gideon Gory, rampollo di una ricca famiglia del West, si innamora di Mary Hubbel. Sua madre, però, rimasta vedova, lo convince a vendere le loro proprietà e a tornare in Europa con lei. Prima di partire, Gideon promette a Mary di ritornare presto.

Scoppia la guerra e il giovane si arruola nella Squadriglia Lafayette, il corpo di volontari americani che partecipa al conflitto. Durante un congedo, Gideon scopre che la madre viene manipolata dal dottor Blagden, un truffatore, e che frequenta dei "ballerini professionisti". Ferito alla faccia, viene curato da Mary, ora diventata infermiera, che però non lo riconosce perché è stato sottoposto a un'operazione di plastica facciale che gli ha cambiato i connotati. Ritornato a Parigi, Gideon ritrova sua madre, ormai povera e malata. Alla sua morte, si mette a lavorare come gigolo e ballerino a pagamento in quel di Nizza. Rivede Mary, ma non si fa riconoscere perché la famiglia di lei, nel frattempo, è diventata ricca. Dopo aver avuto un confronto con Bladgen, Gideon torna a casa, lavora in fabbrica e, alla fine, trova la felicità con Mary.

## Produzione
Il film fu prodotto dalla DeMille Pictures Corporation. 

## Distribuzione
Il copyright del film, richiesto dalla Cinema Corporation of America, fu registrato il 15 settembre 1926 con il numero LP23098.
Distribuito dalla Producers Distributing Corporation (PDC), il film fu presentato in prima a New York il 4 ottobre 1926 e distribuito nel Regno Unito nell'aprile 1927. Il 1º aprile 1929, il film uscì anche in Finlandia.
Copia completa della pellicola si trova conservata negli archivi del Arhiva Nationala De Filme di Bucarest e dell'UCLA Film And Television Archive di Los Angeles.